# Omladinski vaterpolski klub POŠK
L'Omladinski vaterpolski klub POŠK (abbreviazione di Pomorski športski klub) è un club croato di pallanuoto con sede a Spalato, fondato nel 2010 sulle ceneri del glorioso Vaterpolski klub POŠK, uno dei club più titolati di Croazia, sparito a causa di problemi economici nel 2010 e di cui la nuova società costituisce l'erede. Diversamente da quanto accade nella maggior parte dei casi, però, il VK POŠK non è stato rifondato, ma è stato definitivamente sciolto. Il nuovo club, pertanto, non detiene i diritti legali sulla storia e quindi sui trofei conquistati dallo storico club di Spalato.
L'OVK POŠK partecipa alla Regionalna Liga (già Lega Adriatica) fin dall'anno della sua fondazione, con il 6º posto del 2012-13 come suo miglior piazzamento. In ambito nazionale si registrano tre quinti posti consecutivi, tra il 2012 e il 2014.

## Rosa 2014-2015
| N° |                    | Ruolo | Giocatore             |
| -- | ------------------ | ----- | --------------------- |
|    | Croazia (bandiera) |       | Rene Bezić            |
|    | Croazia (bandiera) |       | Marin Borovčić Kurir  |
|    | Croazia (bandiera) |       | Tino Cvjetković       |
|    | Croazia (bandiera) |       | Marin Delić           |
|    | Croazia (bandiera) |       | Duje Jelovina         |
|    | Croazia (bandiera) |       | Marko Maras           |
|    | Canada (bandiera)  |       | Jared Murdoch McElroy |
|    | Croazia (bandiera) |       | Boris Pavlović        |
|    | Croazia (bandiera) |       | Mario Podrug          |

| N° |                       | Ruolo | Giocatore            |
| -- | --------------------- | ----- | -------------------- |
|    | Croazia (bandiera)    |       | Ivica Prižmić        |
|    | Croazia (bandiera)    |       | Luka Radilović       |
|    | Canada (bandiera)     |       | Scott Peter Robinson |
|    | Croazia (bandiera)    |       | Lovro Rončević       |
|    | Uzbekistan (bandiera) |       | Kiril Rustamov       |
|    | Croazia (bandiera)    |       | Karlo Sarić          |
|    | Croazia (bandiera)    |       | Marin Stipić         |
|    | Croazia (bandiera)    |       | Borna Vegar          |
|    | Croazia (bandiera)    |       | Dino Vegar           |
|    | Croazia (bandiera)    |       | Stipe Vuko           |